# Tramway de Brunswick
Le tramway de Brunswick est le réseau de tramways de la ville de Brunswick, en Allemagne. Ouvert en 1879, il compte actuellement 5 lignes.

## Réseau actuel

### Aperçu général
| Ligne | Terminus                              | Trajet |
| ----- | ------------------------------------- | --- |
| M 1   | Stöckheim – Wenden                    | Stöckheim – Melverode – (Heidberg) – Hauptbahnhof – Rathaus – Hamburger Straße – Stadion – Wenden                              |
| 2     | Heidberg – Siegfriedviertel           | Heidberg – Hauptbahnhof/Leisewitzstraße – Rathaus – Hamburger Straße – Siegfriedviertel                                        |
| M 3   | Weststadt Weserstraße – Volkmarode    | Weststadt Weserstraße – Donaustraße – Cyriaksring – Europaplatz – Friedrich-Wilhelm-Straße – Rathaus – Hagenmarkt - Volkmarode |
| 4     | Helmstedter Straße – Radeklint        | Helmstedter Straße – Am Magnitor – Rathaus – Radeklint                                                                         |
| M 5   | Broitzem – Gare centrale de Brunswick | Broitzem – Weststadt Donaustraße – Cyriaksring – Europaplatz – Friedrich-Wilhelm-Straße – Schloss – Am Magnitor – Hauptbahnhof |

### Matériel roulant
| Constructeur                         | Modèle   | Nombre | Années delivraison |
| ------------------------------------ | -------- | ------ | ------------------ |
| LHB                                  | GT6 + B4 | ?      | 1981               |
| Adtranz                              | GT6S     | ?      | 1995               |
| Alstom LHB (de)/Bombardier Transport | NGT8D    | ?      | 2007               |
| Solaris                              | Tramino  | 18     | 2014/2015,         |